# Campeonato Brasileiro de Futebol Feminino de 2016
O Campeonato Brasileiro de Futebol Feminino de 2016 foi a 4ª edição desta competição, que é organizada pela Confederação Brasileira de Futebol (CBF) e aconteceu entre 20 de janeiro e 20 de maio de 2016.

## Formato e regulamento
O Campeonato foi disputado em quatro fases: na primeira fase os 20 clubes formaram quatro grupos de cinco clubes cada, de onde classificaram-se dois clubes por grupo; na segunda fase os clubes formaram dois grupos de quatro clubes cada, de onde classificaram dois por grupo; na terceira fase (semifinal) os clubes enfrentaram-se no sistema eliminatório (“mata-mata”) classificando-se o vencedor de cada grupo para a quarta fase (final), onde os dois clubes enfrentaram-se também no sistema eliminatório para definir o campeão.
1. Primeira fase: 20 clubes distribuídos em quatro grupos de cinco clubes cada
2. Segunda Fase: oito clubes distribuídos  em dois grupos de quatro clubes cada
3. Terceira fase (semifinal): quatro clubes distribuídos em dois grupos de dois clubes cada
4. Quarta fase (final): em um grupo de dois clubes, de onde saiu o campeão do Campeonato

### Critérios de desempate
Em caso de empate de pontos entre dois clubes, os critérios de desempate seriam aplicados na seguinte ordem:
1. Número de vitórias
2. Saldo de gols
3. Gols marcados
4. Número de cartões vermelhos
5. Número de cartões amarelos
6. Sorteio

## Participantes
| Equipe              | Cidade                 | Estado | Estádio (mando)    | Capacidade | Títulos        |
| ------------------- | ---------------------- | ------ | ------------------ | ---------- | -------------- |
| América Mineiro     | Belo Horizonte         | MG     | Mário Guimarães    | 1 800      | 0 (não possui) |
| Caucaia             | Caucaia                | CE     | Campo do Uniclinic | 3 000      | 0 (não possui) |
| Centro Olímpico     | São Paulo              | SP     | Baetão             | 6 315      | 1 (2013)       |
| Corinthians         | São Paulo              | SP     | José Liberatti     | 17 780     | 0 (não possui) |
| Duque de Caxias     | Duque de Caxias        | RJ     | Marrentão          | 7 000      | 0 (não possui) |
| Ferroviária         | Araraquara             | SP     | Fonte Luminosa     | 20 950     | 1 (2014)       |
| Flamengo            | Rio de Janeiro         | RJ     | Gávea              | 8 500      | 0 (não possui) |
| Foz Cataratas       | Foz do Iguaçu          | PR     | Pedro Basso        | 6 968      | 0 (não possui) |
| Iranduba            | Iranduba               | AM     | Colina             | 10 000     | 0 (não possui) |
| Pinheirense         | Belém                  | PA     | Francisco Vasques  | 5 760      | 0 (não possui) |
| Portuguesa          | São Paulo              | SP     | Canindé            | 21 004     | 0 (não possui) |
| Rio Preto           | São José do Rio Preto  | SP     | Anísio Haddad      | 14 126     | 1 (2015)       |
| Santos              | Santos                 | SP     | Vila Belmiro       | 16 068     | 0 (não possui) |
| São Francisco EC    | São Francisco do Conde | BA     | Junqueira Ayres    | 3 000      | 0 (não possui) |
| São José-SP         | São José dos Campos    | SP     | Martins Pereira    | 16 500     | 0 (não possui) |
| Tiradentes-PI       | Teresina               | PI     | Albertão           | 44 200     | 0 (não possui) |
| Vasco da Gama       | Rio de Janeiro         | RJ     | São Januário       | 21 880     | 0 (não possui) |
| Viana               | Viana                  | MA     | Djalma Campos      | 3 725      | 0 (não possui) |
| Vitória             | Salvador               | BA     | Barradão           | 35 000     | 0 (não possui) |
| Vitória das Tabocas | Vitória de Santo Antão | PE     | Carneirão          | 8 000      | 0 (não possui) |

Obtiveram o direito de participar do Campeonato: o campeão da Copa do Brasil de Futebol Feminino de 2015, o campeão do Campeonato Brasileiro de Futebol Feminino de 2015, os 8 melhores colocados no Ranking da CBF do Futebol Feminino e os 10 melhores colocados no Campeonato Brasileiro de Futebol Masculino de 2015. Este critério foi adotado para incentivar os grandes clubes brasileiros a investir no futebol feminino.

## Estádios
| América Mineiro | Caucaia | Centro Olímpico | Corinthians | Duque de Caxias | Ferroviária        |
| Mário Guimarães | Campo da Uniclinic | Baetão | José Liberatti | Marrentão | Fonte Luminosa     |
| Capacidade: 1 800 | Capacidade: 3 000 | Capacidade: 6 315 | Capacidade: 17 780 | Capacidade: 7 000 | Capacidade: 20 950 |
| 150px | | | 150px | |                    |
| Flamengo | \| América-MG Santos Vitória Flamengo Vasco Caucaia Duque de Caxias Ferroviária Foz Cataratas Iranduba Pinheirense Rio Preto São Francisco São José Tiradentes Viana Vitória-PE São Paulo São Paulo: Corinthians Centro Olímpico PortuguesaLocalização dos times já classificados por Estado. \| | \| América-MG Santos Vitória Flamengo Vasco Caucaia Duque de Caxias Ferroviária Foz Cataratas Iranduba Pinheirense Rio Preto São Francisco São José Tiradentes Viana Vitória-PE São Paulo São Paulo: Corinthians Centro Olímpico PortuguesaLocalização dos times já classificados por Estado. \| | \| América-MG Santos Vitória Flamengo Vasco Caucaia Duque de Caxias Ferroviária Foz Cataratas Iranduba Pinheirense Rio Preto São Francisco São José Tiradentes Viana Vitória-PE São Paulo São Paulo: Corinthians Centro Olímpico PortuguesaLocalização dos times já classificados por Estado. \| | \| América-MG Santos Vitória Flamengo Vasco Caucaia Duque de Caxias Ferroviária Foz Cataratas Iranduba Pinheirense Rio Preto São Francisco São José Tiradentes Viana Vitória-PE São Paulo São Paulo: Corinthians Centro Olímpico PortuguesaLocalização dos times já classificados por Estado. \| | Foz Cataratas      |
| Gávea | \| América-MG Santos Vitória Flamengo Vasco Caucaia Duque de Caxias Ferroviária Foz Cataratas Iranduba Pinheirense Rio Preto São Francisco São José Tiradentes Viana Vitória-PE São Paulo São Paulo: Corinthians Centro Olímpico PortuguesaLocalização dos times já classificados por Estado. \| | \| América-MG Santos Vitória Flamengo Vasco Caucaia Duque de Caxias Ferroviária Foz Cataratas Iranduba Pinheirense Rio Preto São Francisco São José Tiradentes Viana Vitória-PE São Paulo São Paulo: Corinthians Centro Olímpico PortuguesaLocalização dos times já classificados por Estado. \| | \| América-MG Santos Vitória Flamengo Vasco Caucaia Duque de Caxias Ferroviária Foz Cataratas Iranduba Pinheirense Rio Preto São Francisco São José Tiradentes Viana Vitória-PE São Paulo São Paulo: Corinthians Centro Olímpico PortuguesaLocalização dos times já classificados por Estado. \| | \| América-MG Santos Vitória Flamengo Vasco Caucaia Duque de Caxias Ferroviária Foz Cataratas Iranduba Pinheirense Rio Preto São Francisco São José Tiradentes Viana Vitória-PE São Paulo São Paulo: Corinthians Centro Olímpico PortuguesaLocalização dos times já classificados por Estado. \| | Pedro Basso        |
| Capacidade: 8 500 | \| América-MG Santos Vitória Flamengo Vasco Caucaia Duque de Caxias Ferroviária Foz Cataratas Iranduba Pinheirense Rio Preto São Francisco São José Tiradentes Viana Vitória-PE São Paulo São Paulo: Corinthians Centro Olímpico PortuguesaLocalização dos times já classificados por Estado. \| | \| América-MG Santos Vitória Flamengo Vasco Caucaia Duque de Caxias Ferroviária Foz Cataratas Iranduba Pinheirense Rio Preto São Francisco São José Tiradentes Viana Vitória-PE São Paulo São Paulo: Corinthians Centro Olímpico PortuguesaLocalização dos times já classificados por Estado. \| | \| América-MG Santos Vitória Flamengo Vasco Caucaia Duque de Caxias Ferroviária Foz Cataratas Iranduba Pinheirense Rio Preto São Francisco São José Tiradentes Viana Vitória-PE São Paulo São Paulo: Corinthians Centro Olímpico PortuguesaLocalização dos times já classificados por Estado. \| | \| América-MG Santos Vitória Flamengo Vasco Caucaia Duque de Caxias Ferroviária Foz Cataratas Iranduba Pinheirense Rio Preto São Francisco São José Tiradentes Viana Vitória-PE São Paulo São Paulo: Corinthians Centro Olímpico PortuguesaLocalização dos times já classificados por Estado. \| | Capacidade: 6 968  |
| | \| América-MG Santos Vitória Flamengo Vasco Caucaia Duque de Caxias Ferroviária Foz Cataratas Iranduba Pinheirense Rio Preto São Francisco São José Tiradentes Viana Vitória-PE São Paulo São Paulo: Corinthians Centro Olímpico PortuguesaLocalização dos times já classificados por Estado. \| | \| América-MG Santos Vitória Flamengo Vasco Caucaia Duque de Caxias Ferroviária Foz Cataratas Iranduba Pinheirense Rio Preto São Francisco São José Tiradentes Viana Vitória-PE São Paulo São Paulo: Corinthians Centro Olímpico PortuguesaLocalização dos times já classificados por Estado. \| | \| América-MG Santos Vitória Flamengo Vasco Caucaia Duque de Caxias Ferroviária Foz Cataratas Iranduba Pinheirense Rio Preto São Francisco São José Tiradentes Viana Vitória-PE São Paulo São Paulo: Corinthians Centro Olímpico PortuguesaLocalização dos times já classificados por Estado. \| | \| América-MG Santos Vitória Flamengo Vasco Caucaia Duque de Caxias Ferroviária Foz Cataratas Iranduba Pinheirense Rio Preto São Francisco São José Tiradentes Viana Vitória-PE São Paulo São Paulo: Corinthians Centro Olímpico PortuguesaLocalização dos times já classificados por Estado. \| | 150px              |
| Iranduba | \| América-MG Santos Vitória Flamengo Vasco Caucaia Duque de Caxias Ferroviária Foz Cataratas Iranduba Pinheirense Rio Preto São Francisco São José Tiradentes Viana Vitória-PE São Paulo São Paulo: Corinthians Centro Olímpico PortuguesaLocalização dos times já classificados por Estado. \| | \| América-MG Santos Vitória Flamengo Vasco Caucaia Duque de Caxias Ferroviária Foz Cataratas Iranduba Pinheirense Rio Preto São Francisco São José Tiradentes Viana Vitória-PE São Paulo São Paulo: Corinthians Centro Olímpico PortuguesaLocalização dos times já classificados por Estado. \| | \| América-MG Santos Vitória Flamengo Vasco Caucaia Duque de Caxias Ferroviária Foz Cataratas Iranduba Pinheirense Rio Preto São Francisco São José Tiradentes Viana Vitória-PE São Paulo São Paulo: Corinthians Centro Olímpico PortuguesaLocalização dos times já classificados por Estado. \| | \| América-MG Santos Vitória Flamengo Vasco Caucaia Duque de Caxias Ferroviária Foz Cataratas Iranduba Pinheirense Rio Preto São Francisco São José Tiradentes Viana Vitória-PE São Paulo São Paulo: Corinthians Centro Olímpico PortuguesaLocalização dos times já classificados por Estado. \| | Pinheirense        |
| Colina | \| América-MG Santos Vitória Flamengo Vasco Caucaia Duque de Caxias Ferroviária Foz Cataratas Iranduba Pinheirense Rio Preto São Francisco São José Tiradentes Viana Vitória-PE São Paulo São Paulo: Corinthians Centro Olímpico PortuguesaLocalização dos times já classificados por Estado. \| | \| América-MG Santos Vitória Flamengo Vasco Caucaia Duque de Caxias Ferroviária Foz Cataratas Iranduba Pinheirense Rio Preto São Francisco São José Tiradentes Viana Vitória-PE São Paulo São Paulo: Corinthians Centro Olímpico PortuguesaLocalização dos times já classificados por Estado. \| | \| América-MG Santos Vitória Flamengo Vasco Caucaia Duque de Caxias Ferroviária Foz Cataratas Iranduba Pinheirense Rio Preto São Francisco São José Tiradentes Viana Vitória-PE São Paulo São Paulo: Corinthians Centro Olímpico PortuguesaLocalização dos times já classificados por Estado. \| | \| América-MG Santos Vitória Flamengo Vasco Caucaia Duque de Caxias Ferroviária Foz Cataratas Iranduba Pinheirense Rio Preto São Francisco São José Tiradentes Viana Vitória-PE São Paulo São Paulo: Corinthians Centro Olímpico PortuguesaLocalização dos times já classificados por Estado. \| | Francisco Vasques  |
| Capacidade: 10 000 | \| América-MG Santos Vitória Flamengo Vasco Caucaia Duque de Caxias Ferroviária Foz Cataratas Iranduba Pinheirense Rio Preto São Francisco São José Tiradentes Viana Vitória-PE São Paulo São Paulo: Corinthians Centro Olímpico PortuguesaLocalização dos times já classificados por Estado. \| | \| América-MG Santos Vitória Flamengo Vasco Caucaia Duque de Caxias Ferroviária Foz Cataratas Iranduba Pinheirense Rio Preto São Francisco São José Tiradentes Viana Vitória-PE São Paulo São Paulo: Corinthians Centro Olímpico PortuguesaLocalização dos times já classificados por Estado. \| | \| América-MG Santos Vitória Flamengo Vasco Caucaia Duque de Caxias Ferroviária Foz Cataratas Iranduba Pinheirense Rio Preto São Francisco São José Tiradentes Viana Vitória-PE São Paulo São Paulo: Corinthians Centro Olímpico PortuguesaLocalização dos times já classificados por Estado. \| | \| América-MG Santos Vitória Flamengo Vasco Caucaia Duque de Caxias Ferroviária Foz Cataratas Iranduba Pinheirense Rio Preto São Francisco São José Tiradentes Viana Vitória-PE São Paulo São Paulo: Corinthians Centro Olímpico PortuguesaLocalização dos times já classificados por Estado. \| | Capacidade: 5 760  |
| | \| América-MG Santos Vitória Flamengo Vasco Caucaia Duque de Caxias Ferroviária Foz Cataratas Iranduba Pinheirense Rio Preto São Francisco São José Tiradentes Viana Vitória-PE São Paulo São Paulo: Corinthians Centro Olímpico PortuguesaLocalização dos times já classificados por Estado. \| | \| América-MG Santos Vitória Flamengo Vasco Caucaia Duque de Caxias Ferroviária Foz Cataratas Iranduba Pinheirense Rio Preto São Francisco São José Tiradentes Viana Vitória-PE São Paulo São Paulo: Corinthians Centro Olímpico PortuguesaLocalização dos times já classificados por Estado. \| | \| América-MG Santos Vitória Flamengo Vasco Caucaia Duque de Caxias Ferroviária Foz Cataratas Iranduba Pinheirense Rio Preto São Francisco São José Tiradentes Viana Vitória-PE São Paulo São Paulo: Corinthians Centro Olímpico PortuguesaLocalização dos times já classificados por Estado. \| | \| América-MG Santos Vitória Flamengo Vasco Caucaia Duque de Caxias Ferroviária Foz Cataratas Iranduba Pinheirense Rio Preto São Francisco São José Tiradentes Viana Vitória-PE São Paulo São Paulo: Corinthians Centro Olímpico PortuguesaLocalização dos times já classificados por Estado. \| | 150px              |
| Portuguesa | \| América-MG Santos Vitória Flamengo Vasco Caucaia Duque de Caxias Ferroviária Foz Cataratas Iranduba Pinheirense Rio Preto São Francisco São José Tiradentes Viana Vitória-PE São Paulo São Paulo: Corinthians Centro Olímpico PortuguesaLocalização dos times já classificados por Estado. \| | \| América-MG Santos Vitória Flamengo Vasco Caucaia Duque de Caxias Ferroviária Foz Cataratas Iranduba Pinheirense Rio Preto São Francisco São José Tiradentes Viana Vitória-PE São Paulo São Paulo: Corinthians Centro Olímpico PortuguesaLocalização dos times já classificados por Estado. \| | \| América-MG Santos Vitória Flamengo Vasco Caucaia Duque de Caxias Ferroviária Foz Cataratas Iranduba Pinheirense Rio Preto São Francisco São José Tiradentes Viana Vitória-PE São Paulo São Paulo: Corinthians Centro Olímpico PortuguesaLocalização dos times já classificados por Estado. \| | \| América-MG Santos Vitória Flamengo Vasco Caucaia Duque de Caxias Ferroviária Foz Cataratas Iranduba Pinheirense Rio Preto São Francisco São José Tiradentes Viana Vitória-PE São Paulo São Paulo: Corinthians Centro Olímpico PortuguesaLocalização dos times já classificados por Estado. \| | Rio Preto          |
| Canindé | \| América-MG Santos Vitória Flamengo Vasco Caucaia Duque de Caxias Ferroviária Foz Cataratas Iranduba Pinheirense Rio Preto São Francisco São José Tiradentes Viana Vitória-PE São Paulo São Paulo: Corinthians Centro Olímpico PortuguesaLocalização dos times já classificados por Estado. \| | \| América-MG Santos Vitória Flamengo Vasco Caucaia Duque de Caxias Ferroviária Foz Cataratas Iranduba Pinheirense Rio Preto São Francisco São José Tiradentes Viana Vitória-PE São Paulo São Paulo: Corinthians Centro Olímpico PortuguesaLocalização dos times já classificados por Estado. \| | \| América-MG Santos Vitória Flamengo Vasco Caucaia Duque de Caxias Ferroviária Foz Cataratas Iranduba Pinheirense Rio Preto São Francisco São José Tiradentes Viana Vitória-PE São Paulo São Paulo: Corinthians Centro Olímpico PortuguesaLocalização dos times já classificados por Estado. \| | \| América-MG Santos Vitória Flamengo Vasco Caucaia Duque de Caxias Ferroviária Foz Cataratas Iranduba Pinheirense Rio Preto São Francisco São José Tiradentes Viana Vitória-PE São Paulo São Paulo: Corinthians Centro Olímpico PortuguesaLocalização dos times já classificados por Estado. \| | Anísio Haddad      |
| Capacidade: 21 004 | \| América-MG Santos Vitória Flamengo Vasco Caucaia Duque de Caxias Ferroviária Foz Cataratas Iranduba Pinheirense Rio Preto São Francisco São José Tiradentes Viana Vitória-PE São Paulo São Paulo: Corinthians Centro Olímpico PortuguesaLocalização dos times já classificados por Estado. \| | \| América-MG Santos Vitória Flamengo Vasco Caucaia Duque de Caxias Ferroviária Foz Cataratas Iranduba Pinheirense Rio Preto São Francisco São José Tiradentes Viana Vitória-PE São Paulo São Paulo: Corinthians Centro Olímpico PortuguesaLocalização dos times já classificados por Estado. \| | \| América-MG Santos Vitória Flamengo Vasco Caucaia Duque de Caxias Ferroviária Foz Cataratas Iranduba Pinheirense Rio Preto São Francisco São José Tiradentes Viana Vitória-PE São Paulo São Paulo: Corinthians Centro Olímpico PortuguesaLocalização dos times já classificados por Estado. \| | \| América-MG Santos Vitória Flamengo Vasco Caucaia Duque de Caxias Ferroviária Foz Cataratas Iranduba Pinheirense Rio Preto São Francisco São José Tiradentes Viana Vitória-PE São Paulo São Paulo: Corinthians Centro Olímpico PortuguesaLocalização dos times já classificados por Estado. \| | Capacidade: 14 126 |
| | \| América-MG Santos Vitória Flamengo Vasco Caucaia Duque de Caxias Ferroviária Foz Cataratas Iranduba Pinheirense Rio Preto São Francisco São José Tiradentes Viana Vitória-PE São Paulo São Paulo: Corinthians Centro Olímpico PortuguesaLocalização dos times já classificados por Estado. \| | \| América-MG Santos Vitória Flamengo Vasco Caucaia Duque de Caxias Ferroviária Foz Cataratas Iranduba Pinheirense Rio Preto São Francisco São José Tiradentes Viana Vitória-PE São Paulo São Paulo: Corinthians Centro Olímpico PortuguesaLocalização dos times já classificados por Estado. \| | \| América-MG Santos Vitória Flamengo Vasco Caucaia Duque de Caxias Ferroviária Foz Cataratas Iranduba Pinheirense Rio Preto São Francisco São José Tiradentes Viana Vitória-PE São Paulo São Paulo: Corinthians Centro Olímpico PortuguesaLocalização dos times já classificados por Estado. \| | \| América-MG Santos Vitória Flamengo Vasco Caucaia Duque de Caxias Ferroviária Foz Cataratas Iranduba Pinheirense Rio Preto São Francisco São José Tiradentes Viana Vitória-PE São Paulo São Paulo: Corinthians Centro Olímpico PortuguesaLocalização dos times já classificados por Estado. \| |                    |
| Santos | \| América-MG Santos Vitória Flamengo Vasco Caucaia Duque de Caxias Ferroviária Foz Cataratas Iranduba Pinheirense Rio Preto São Francisco São José Tiradentes Viana Vitória-PE São Paulo São Paulo: Corinthians Centro Olímpico PortuguesaLocalização dos times já classificados por Estado. \| | \| América-MG Santos Vitória Flamengo Vasco Caucaia Duque de Caxias Ferroviária Foz Cataratas Iranduba Pinheirense Rio Preto São Francisco São José Tiradentes Viana Vitória-PE São Paulo São Paulo: Corinthians Centro Olímpico PortuguesaLocalização dos times já classificados por Estado. \| | \| América-MG Santos Vitória Flamengo Vasco Caucaia Duque de Caxias Ferroviária Foz Cataratas Iranduba Pinheirense Rio Preto São Francisco São José Tiradentes Viana Vitória-PE São Paulo São Paulo: Corinthians Centro Olímpico PortuguesaLocalização dos times já classificados por Estado. \| | \| América-MG Santos Vitória Flamengo Vasco Caucaia Duque de Caxias Ferroviária Foz Cataratas Iranduba Pinheirense Rio Preto São Francisco São José Tiradentes Viana Vitória-PE São Paulo São Paulo: Corinthians Centro Olímpico PortuguesaLocalização dos times já classificados por Estado. \| | São Francisco      |
| Vila Belmiro | \| América-MG Santos Vitória Flamengo Vasco Caucaia Duque de Caxias Ferroviária Foz Cataratas Iranduba Pinheirense Rio Preto São Francisco São José Tiradentes Viana Vitória-PE São Paulo São Paulo: Corinthians Centro Olímpico PortuguesaLocalização dos times já classificados por Estado. \| | \| América-MG Santos Vitória Flamengo Vasco Caucaia Duque de Caxias Ferroviária Foz Cataratas Iranduba Pinheirense Rio Preto São Francisco São José Tiradentes Viana Vitória-PE São Paulo São Paulo: Corinthians Centro Olímpico PortuguesaLocalização dos times já classificados por Estado. \| | \| América-MG Santos Vitória Flamengo Vasco Caucaia Duque de Caxias Ferroviária Foz Cataratas Iranduba Pinheirense Rio Preto São Francisco São José Tiradentes Viana Vitória-PE São Paulo São Paulo: Corinthians Centro Olímpico PortuguesaLocalização dos times já classificados por Estado. \| | \| América-MG Santos Vitória Flamengo Vasco Caucaia Duque de Caxias Ferroviária Foz Cataratas Iranduba Pinheirense Rio Preto São Francisco São José Tiradentes Viana Vitória-PE São Paulo São Paulo: Corinthians Centro Olímpico PortuguesaLocalização dos times já classificados por Estado. \| | Junqueira Ayres    |
| Capacidade: 16 068 | \| América-MG Santos Vitória Flamengo Vasco Caucaia Duque de Caxias Ferroviária Foz Cataratas Iranduba Pinheirense Rio Preto São Francisco São José Tiradentes Viana Vitória-PE São Paulo São Paulo: Corinthians Centro Olímpico PortuguesaLocalização dos times já classificados por Estado. \| | \| América-MG Santos Vitória Flamengo Vasco Caucaia Duque de Caxias Ferroviária Foz Cataratas Iranduba Pinheirense Rio Preto São Francisco São José Tiradentes Viana Vitória-PE São Paulo São Paulo: Corinthians Centro Olímpico PortuguesaLocalização dos times já classificados por Estado. \| | \| América-MG Santos Vitória Flamengo Vasco Caucaia Duque de Caxias Ferroviária Foz Cataratas Iranduba Pinheirense Rio Preto São Francisco São José Tiradentes Viana Vitória-PE São Paulo São Paulo: Corinthians Centro Olímpico PortuguesaLocalização dos times já classificados por Estado. \| | \| América-MG Santos Vitória Flamengo Vasco Caucaia Duque de Caxias Ferroviária Foz Cataratas Iranduba Pinheirense Rio Preto São Francisco São José Tiradentes Viana Vitória-PE São Paulo São Paulo: Corinthians Centro Olímpico PortuguesaLocalização dos times já classificados por Estado. \| | Capacidade: 3 000  |
| | \| América-MG Santos Vitória Flamengo Vasco Caucaia Duque de Caxias Ferroviária Foz Cataratas Iranduba Pinheirense Rio Preto São Francisco São José Tiradentes Viana Vitória-PE São Paulo São Paulo: Corinthians Centro Olímpico PortuguesaLocalização dos times já classificados por Estado. \| | \| América-MG Santos Vitória Flamengo Vasco Caucaia Duque de Caxias Ferroviária Foz Cataratas Iranduba Pinheirense Rio Preto São Francisco São José Tiradentes Viana Vitória-PE São Paulo São Paulo: Corinthians Centro Olímpico PortuguesaLocalização dos times já classificados por Estado. \| | \| América-MG Santos Vitória Flamengo Vasco Caucaia Duque de Caxias Ferroviária Foz Cataratas Iranduba Pinheirense Rio Preto São Francisco São José Tiradentes Viana Vitória-PE São Paulo São Paulo: Corinthians Centro Olímpico PortuguesaLocalização dos times já classificados por Estado. \| | \| América-MG Santos Vitória Flamengo Vasco Caucaia Duque de Caxias Ferroviária Foz Cataratas Iranduba Pinheirense Rio Preto São Francisco São José Tiradentes Viana Vitória-PE São Paulo São Paulo: Corinthians Centro Olímpico PortuguesaLocalização dos times já classificados por Estado. \| | 150px              |
| São José | Tiradentes | Vasco da Gama | Viana | Vitória | Vitória-PE         |
| Martins Pereira | Albertão | São Januário | Djalma Campos | Barradão | Carneirão          |
| Capacidade: 16 500 | Capacidade: 44 200 | Capacidade: 21 880 | Capacidade: 3 725 | Capacidade: 35 000 | Capacidade: 8 000  |
| | | | 150px | | 150px              |
| América-MG Santos Vitória Flamengo Vasco Caucaia Duque de Caxias Ferroviária Foz Cataratas Iranduba Pinheirense Rio Preto São Francisco São José Tiradentes Viana Vitória-PE São Paulo São Paulo: Corinthians Centro Olímpico PortuguesaLocalização dos times já classificados por Estado. | | | | |                    |

### Outros estádios utilizados

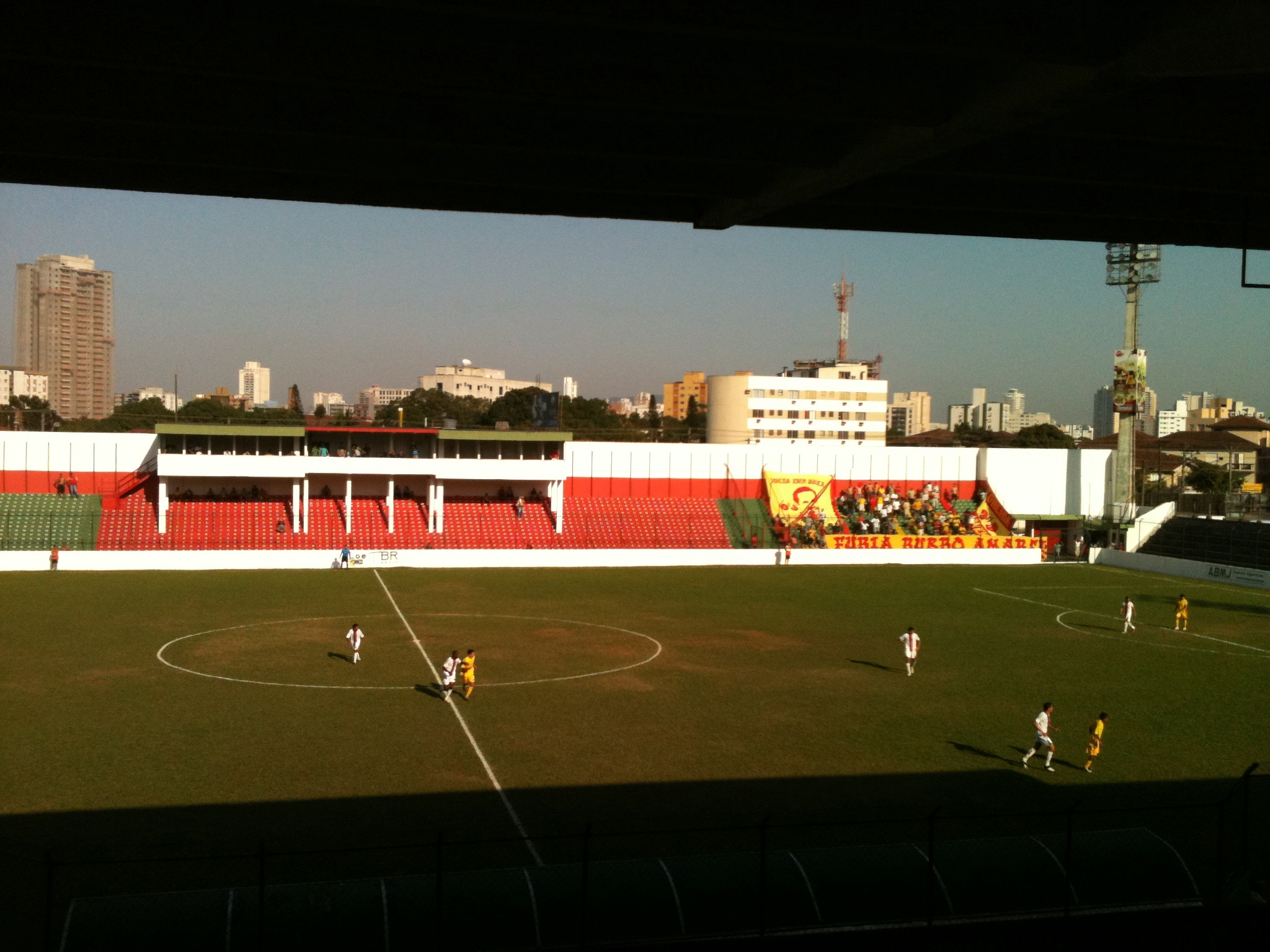
Ulrico Mursa
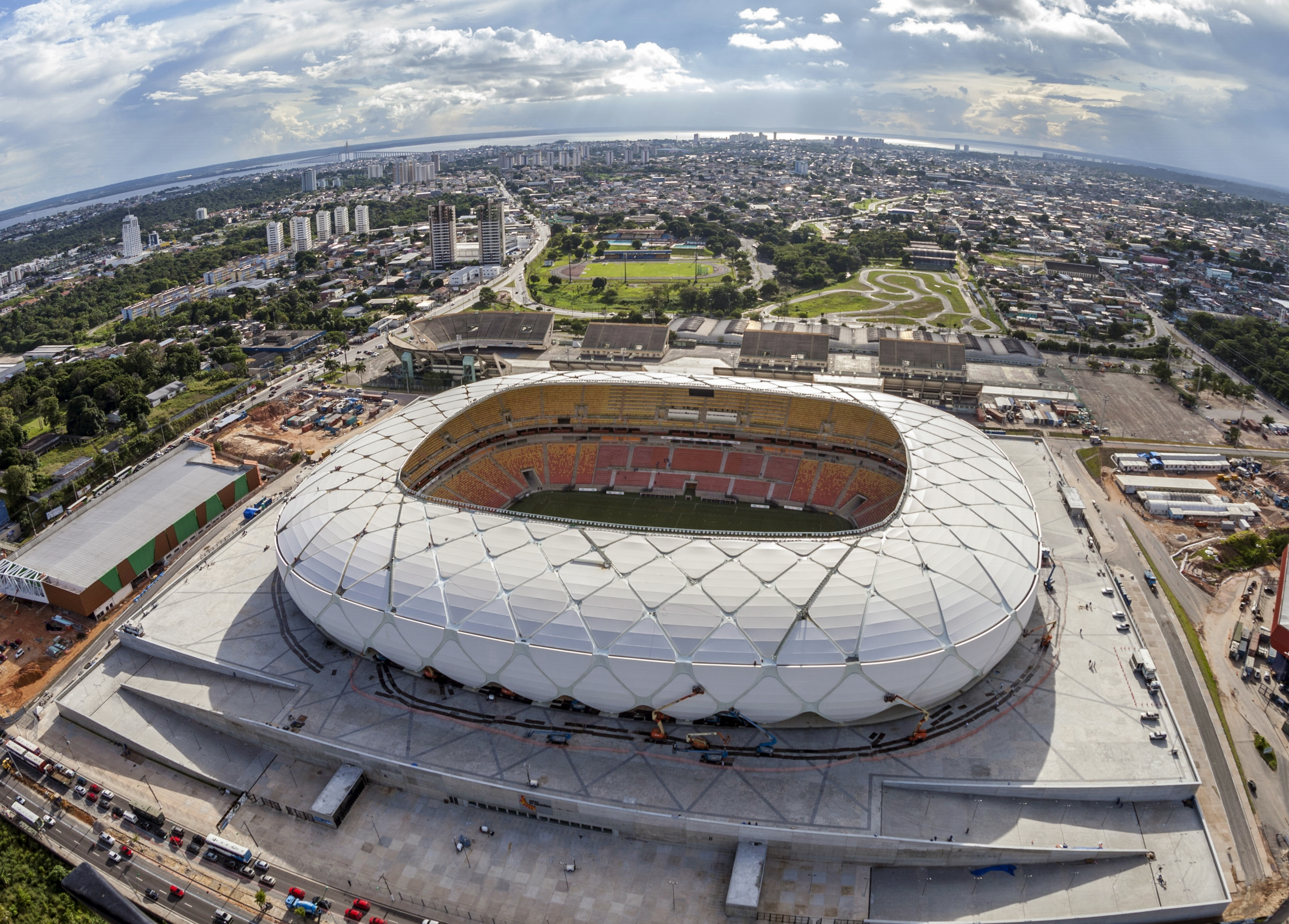
Arena da Amazônia

Além do Nivaldo Pereira e Antunes.

## Primeira fase

### Grupo 1
| Pos | Equipes       | Pts | J | V | E | D | GP | GC | SG |
| --- | ------------- | --- | - | - | - | - | -- | -- | -- |
| 1   | Ferroviária   | 10  | 4 | 3 | 1 | 0 | 8  | 4  | 4  |
| 2   | Iranduba      | 8   | 4 | 2 | 2 | 0 | 8  | 2  | 6  |
| 3   | Santos        | 7   | 4 | 2 | 1 | 1 | 7  | 3  | 4  |
| 4   | Tiradentes-PI | 1   | 4 | 0 | 1 | 3 | 3  | 9  | -6 |
| 5   | Portuguesa    | 1   | 4 | 0 | 1 | 3 | 3  | 11 | -8 |

|               | FER   | IRA   | POR   | SAN   | TIR   |
| ------------- | ----- | ----- | ----- | ----- | ----- |
| Ferroviária   | —     | 1 – 1 |       | 2 – 1 |       |
| Iranduba      |       | —     | 5 – 0 | 1 – 1 |       |
| Portuguesa    | 1 – 3 |       | —     |       | 2 – 2 |
| Santos        |       |       | 1 – 0 | —     | 4 – 0 |
| Tiradentes-PI | 1 – 2 | 0 – 1 |       |       | —     |

|  | Zona de classificação para a próxima fase | Fonte: |  |

### Grupo 2
| Pos | Equipes              | Pts | J | V | E | D | GP | GC | SG  |
| --- | -------------------- | --- | - | - | - | - | -- | -- | --- |
| 1   | Corinthians          | 10  | 4 | 3 | 1 | 0 | 11 | 1  | 10  |
| 2   | Rio Preto            | 7   | 4 | 2 | 1 | 1 | 7  | 3  | 4   |
| 3   | América Mineiro      | 4   | 4 | 1 | 1 | 2 | 2  | 6  | -4  |
| 4   | Vasco da Gama        | 1   | 4 | 0 | 1 | 3 | 1  | 12 | -11 |
| 5   | Centro Olímpico [-6] | -1  | 4 | 1 | 2 | 1 | 3  | 2  | 1   |

|                 | AMG   | CEO   | COR   | RPO   | VAS   |
| --------------- | ----- | ----- | ----- | ----- | ----- |
| América Mineiro | —     |       |       | 1 – 1 | 1 – 0 |
| Centro Olímpico | 2 – 0 | —     | 0 – 0 |       |       |
| Corinthians     | 3 – 0 |       | —     | 2 – 1 |       |
| Rio Preto       |       | 1 – 0 |       | —     | 4 – 0 |
| Vasco da Gama   |       | 1 – 1 | 0 – 6 |       | —     |

|  | Zona de classificação para a próxima fase | Fonte: |  |

### Grupo 3
| Pos | Equipes          | Pts | J | V | E | D | GP | GC | SG  |
| --- | ---------------- | --- | - | - | - | - | -- | -- | --- |
| 1   | Foz Cataratas    | 12  | 4 | 4 | 0 | 0 | 11 | 1  | 10  |
| 2   | São José-SP      | 9   | 4 | 3 | 0 | 1 | 17 | 7  | 10  |
| 3   | Caucaia          | 4   | 4 | 1 | 1 | 2 | 9  | 10 | -1  |
| 4   | Vitória          | 1   | 4 | 0 | 1 | 3 | 5  | 19 | -14 |
| 5   | Pinheirense [-4] | -2  | 4 | 0 | 2 | 2 | 8  | 13 | -5  |

|               | CAU   | FOZ   | PIN   | SJO   | VIT   |
| ------------- | ----- | ----- | ----- | ----- | ----- |
| Caucaia       | —     | 0 – 2 |       |       | 5 – 0 |
| Foz Cataratas |       | —     | 4 – 1 | 3 – 0 |       |
| Pinheirense   | 2 – 2 |       | —     | 1 – 3 |       |
| São José-SP   | 6 – 2 |       |       | —     | 8 – 1 |
| Vitória       |       | 0 – 2 | 4 – 4 |       | —     |

|  | Zona de classificação para a próxima fase | Fonte: |  |

### Grupo 4
| Pos | Equipes             | Pts | J | V | E | D | GP | GC | SG |
| --- | ------------------- | --- | - | - | - | - | -- | -- | -- |
| 1   | Flamengo            | 10  | 4 | 3 | 1 | 0 | 9  | 1  | 8  |
| 2   | São Francisco EC    | 8   | 4 | 2 | 2 | 0 | 4  | 0  | 4  |
| 3   | Vitória das Tabocas | 7   | 4 | 2 | 1 | 1 | 9  | 6  | 3  |
| 4   | Viana               | 3   | 4 | 1 | 0 | 3 | 3  | 10 | -7 |
| 5   | Duque de Caxias     | 0   | 4 | 0 | 0 | 4 | 2  | 10 | -8 |

|                     | DCA   | FLA   | SFC   | VIA   | VTP   |
| ------------------- | ----- | ----- | ----- | ----- | ----- |
| Duque de Caxias     | —     | 0 – 3 |       |       | 2 – 3 |
| Flamengo            |       | —     | 0 – 0 |       | 3 – 1 |
| São Francisco EC    | 2 – 0 |       | —     | 2 – 0 |       |
| Viana               | 2 – 0 | 0 – 3 |       | —     |       |
| Vitória das Tabocas |       |       | 0 – 0 | 5 – 1 | —     |

|  | Zona de classificação para a próxima fase | Fonte: |  |

## Draft
Com o sucesso de 2015, para a edição de 2016, como forma de alavancar o futebol feminino, a CBF promoveu, um draft para distribuir as atletas da Seleção Brasileira Permanente entre os oito clubes classificados para a segunda fase. Através de sorteio, Corinthians, Ferroviária, Flamengo, Foz Cataratas, Iranduba e São José-SP selecionaram duas jogadoras cada, enquanto Rio Preto e São Francisco EC tiveram direito a uma atleta cada.

### Resultado
| Ordem | Time             | Jogadora          | Posição  |
| ----- | ---------------- | ----------------- | -------- |
| 1     | Rio Preto        | Luciana (1)       | Goleira  |
| 2     | São Francisco EC | Formiga (3)       | Meia     |
| 3     | Corinthians      | Letícia (8)       | Goleira  |
| 3     | Corinthians      | Travalão (9)      | Atacante |
| 4     | Ferroviária      | Camila (4)        | Lateral  |
| 4     | Ferroviária      | Géssica (13)      | Zagueira |
| 5     | Flamengo         | Maurine (6)       | Meia     |
| 5     | Flamengo         | Bia (11)          | Meia     |
| 6     | Foz Cataratas    | Bruna Benites (2) | Zagueira |
| 6     | Foz Cataratas    | Bárbara (14)      | Goleira  |
| 7     | Iranduba         | Tayla (7)         | Zagueira |
| 7     | Iranduba         | Rílany (10)       | Lateral  |
| 8     | São José-SP      | Thaisa (5)        | Meia     |
| 8     | São José-SP      | Juliette (12)     | Meia     |

- Entre parênteses a ordem em que as jogadoras foram selecionadas.

## Segunda fase

### Grupo 5
| Pos | Equipes          | Pts | J | V | E | D | GP | GC | SG  |
| --- | ---------------- | --- | - | - | - | - | -- | -- | --- |
| 1   | Rio Preto        | 16  | 6 | 5 | 1 | 0 | 17 | 2  | 15  |
| 2   | Ferroviária      | 6   | 6 | 2 | 0 | 4 | 12 | 10 | 2   |
| 3   | Foz Cataratas    | 6   | 6 | 1 | 3 | 2 | 5  | 10 | -5  |
| 4   | São Francisco EC | 5   | 6 | 1 | 2 | 3 | 5  | 17 | -12 |

|                  | FER   | FOZ   | RPO   | SFC   |
| ---------------- | ----- | ----- | ----- | ----- |
| Ferroviária      | —     | 3 – 0 | 1 – 2 | 6 – 1 |
| Foz Cataratas    | 2 – 1 | —     | 1 – 1 | 1 – 1 |
| Rio Preto        | 3 – 0 | 3 – 0 | —     | 3 – 0 |
| São Francisco EC | 2 – 1 | 1 – 1 | 0 – 5 | —     |

|  |                                           |
|  | Zona de classificação para a próxima fase |

### Grupo 6
| Pos | Equipes     | Pts | J | V | E | D | GP | GC | SG  |
| --- | ----------- | --- | - | - | - | - | -- | -- | --- |
| 1   | Flamengo    | 13  | 6 | 4 | 1 | 1 | 10 | 6  | 4   |
| 2   | São José-SP | 9   | 6 | 2 | 3 | 1 | 8  | 4  | 4   |
| 3   | Corinthians | 8   | 6 | 2 | 2 | 2 | 12 | 8  | 4   |
| 4   | Iranduba    | 2   | 6 | 0 | 2 | 4 | 5  | 17 | -12 |

|             | COR   | FLA   | IRA   | SJO   |
| ----------- | ----- | ----- | ----- | ----- |
| Corinthians | —     | 2 – 0 | 5 – 0 | 0 – 2 |
| Flamengo    | 3 – 2 | —     | 3 – 1 | 2 – 0 |
| Iranduba    | 2 – 2 | 1 – 2 | —     | 1 – 1 |
| São José-SP | 1 – 1 | 0 – 0 | 4 – 0 | —     |

|  |                                           |
|  | Zona de classificação para a próxima fase |

## Fase final
Em itálico, os times que possuíram o mando de campo no primeiro jogo do confronto, por terem pior campanha e em negrito os times classificados.
|  | Semifinais    | Semifinais    | Semifinais | Semifinais |   |           | Final | Final | Final | Final |
|  |               |               |            |            |   |           |       |       |       |       |
|  | São José-SP   | 1             | 0          | 1          |   |           |       |       |       |       |
|  | Rio Preto     | 1             | 1          | 2          |   |           |       |       |       |       |
|  | Rio Preto     | 1             | 1          | 2          |   | Rio Preto | 1     | 1     | 2     |       |
|  |               |               |            |            |   | Rio Preto | 1     | 1     | 2     |       |
|  |               | Flamengo (gf) | 0          | 2          | 2 |           |       |       |       |       |
|  | Ferroviária   | Flamengo (gf) | 0          | 2          | 2 | 2         | 0     | 2     |       |       |
|  | Ferroviária   |               |            |            |   | 2         | 0     | 2     |       |       |
|  | Flamengo (gf) | 1             | 1          | 2          |   |           |       |       |       |       |

## Premiação
| Campeonato Brasileiro Feminino de 2016 |
| Rio de Janeiro                         |
| -------------------------------------- |
| Flamengo Campeão (1º título)           |

## Classificação geral
| Pos | Times                | Pts | J  | V | E | D | GP | GC | SG  | Classificação               |
| --- | -------------------- | --- | -- | - | - | - | -- | -- | --- | --------------------------- |
| 1   | Flamengo             | 29  | 14 | 9 | 2 | 3 | 23 | 11 | +12 | Finalistas                  |
| 2   | Rio Preto            | 30  | 14 | 9 | 3 | 2 | 28 | 8  | +20 | Finalistas                  |
| 3   | Ferroviária          | 19  | 12 | 6 | 1 | 4 | 22 | 16 | +8  | Eliminados nas semifinais   |
| 4   | São José-SP          | 19  | 12 | 5 | 4 | 3 | 26 | 13 | +13 | Eliminados nas semifinais   |
| 5   | Corinthians          | 18  | 10 | 5 | 3 | 2 | 23 | 9  | +14 | Eliminados na segunda fase  |
| 6   | Foz Cataratas        | 18  | 10 | 5 | 3 | 2 | 16 | 11 | +5  | Eliminados na segunda fase  |
| 7   | São Francisco EC     | 13  | 10 | 3 | 4 | 3 | 9  | 17 | -8  | Eliminados na segunda fase  |
| 8   | Iranduba             | 10  | 10 | 2 | 4 | 4 | 13 | 19 | -6  | Eliminados na segunda fase  |
| 9   | Santos               | 7   | 4  | 2 | 1 | 1 | 7  | 3  | +4  | Eliminados na primeira fase |
| 10  | Vitória das Tabocas  | 7   | 4  | 2 | 1 | 1 | 9  | 6  | +3  | Eliminados na primeira fase |
| 11  | Caucaia              | 4   | 4  | 1 | 1 | 2 | 9  | 10 | -1  | Eliminados na primeira fase |
| 12  | América Mineiro      | 4   | 4  | 1 | 1 | 2 | 2  | 6  | -4  | Eliminados na primeira fase |
| 13  | Viana                | 3   | 4  | 1 | 0 | 3 | 3  | 10 | -7  | Eliminados na primeira fase |
| 14  | Tiradentes-PI        | 1   | 4  | 0 | 1 | 3 | 3  | 9  | -6  | Eliminados na primeira fase |
| 15  | Portuguesa           | 1   | 4  | 0 | 1 | 3 | 3  | 11 | -8  | Eliminados na primeira fase |
| 16  | Vasco da Gama        | 1   | 4  | 0 | 1 | 3 | 1  | 12 | -11 | Eliminados na primeira fase |
| 17  | Vitória              | 1   | 4  | 0 | 1 | 3 | 5  | 19 | -14 | Eliminados na primeira fase |
| 18  | Duque de Caxias      | 0   | 4  | 0 | 0 | 4 | 2  | 10 | -8  | Eliminados na primeira fase |
| 19  | Centro Olímpico [-6] | -1  | 4  | 1 | 2 | 1 | 3  | 2  | +1  | Eliminados na primeira fase |
| 20  | Pinheirense [-4]     | -2  | 4  | 0 | 2 | 2 | 8  | 13 | -5  | Eliminados na primeira fase |

- [-6] ^ : O Centro Olímpico perdeu seis pontos por escalação de atletas irregulares.
- [-4] ^ : O Pinheirense perdeu quatro pontos por escalação de atleta irregular.